# Amaurose
Amaurose (über lateinisch Amaurosis von griechisch ἀμαυρός (amauros) „dunkel, blind“), auch als Vollblindheit oder selten schwarzer Star bezeichnet, ist der medizinische Fachausdruck für das vollständige Fehlen von Lichtwahrnehmung eines oder beider Augen bei Verlust jeglicher optischer Reizverarbeitung. Hinsichtlich einer Sehschärfenprüfung entspricht dies dem Wert „0 - ohne Lichtwahrnehmung“. Als objektives Anzeichen einer Amaurose tritt eine Pupillenstörung (amaurotische Pupillenstarre) ein, bei der am betroffenen Auge zwar eine indirekte, jedoch keinerlei direkte Lichtreaktion mehr auslösbar ist. In der Tiermedizin wird die Amaurosis auch als Schönblindheit oder Schwarzblindheit bezeichnet.

## Ursachen
Als Ursache einer Amaurose können unterschiedlichste angeborene oder erworbene Faktoren in Frage kommen, die im Stande sind, eine vollkommene Unterbrechung von Lichtreizübertragungen zum Gehirn auszulösen. Hierzu zählen zum Beispiel Netzhautablösungen, degenerative Erkrankungen der Netz- oder Aderhaut, Entzündungen (Neuritis nervi optici), Kompression oder Durchtrennung des Sehnervs, Vergiftungen, Tumoren oder vaskuläre Ereignisse. Hysterische Amaurosen sind selten und treten meist beidseitig auf. Eine genetische Ursache kann eine Mutation des Gens NMNAT1 darstellen, welches bislang nicht mit Erkrankungen des Menschen in Verbindung gebracht worden war.

## Amaurose und Blindheit
Von der Amaurose ist der Begriff der Blindheit zu unterscheiden. Nach allgemeiner Gesetzeslage und nach der Definition der Weltgesundheitsorganisation (WHO) trifft die Eigenschaft „blind“ auch auf Personen mit einem wenn auch äußerst geringen Sehrest zu, was bei der Amaurose nicht der Fall ist. Insofern ist ein amaurotisches Auge immer auch blind, jedoch muss ein blindes Auge nicht zwangsläufig amaurotisch sein. Im Zusammenhang mit sozial- und versorgungsrechtlichen Aspekten bezeichnet zudem Blindheit in der Regel den Zustand einer „Person“, nicht den eines Auges als „Organ“. Demnach gilt eine Person mit einer einseitigen Amaurose und intaktem Sehvermögen auf dem anderen Auge nicht als blind im juristischen Sinne.

## Amaurosis fugax
Die Amaurosis fugax (lat.: fugax = „flüchtig“) ist ein akuter, reversibler und meist einseitig verlaufender arterieller Gefäßverschluss der die Netzhaut versorgenden Arteria centralis retinae, welcher eine kurzzeitige, vollständige Verdunkelung des betroffenen Auges zur Folge hat. Er gilt häufig als erstes Anzeichen einer zerebralen Durchblutungsstörung und kann zudem in Verbindung mit einer Karotisstenose auftreten.

## Lebersche Kongenitale Amaurose
Die Lebersche Kongenitale Amaurose (auch: kongenitale tapeto-retinale Amaurose, LCA) ist eine angeborene und meist autosomal-rezessiv vererbte Funktionsstörung des Pigmentepithels der Netzhaut mit degenerativen Erscheinungsformen der Aderhaut. Sie wurde erstmals von dem deutschen Augenarzt und Wissenschaftler Theodor Leber 1869 beschrieben. Die Betroffenen kommen bereits erheblich sehbehindert oder blind zur Welt. Die Wahrscheinlichkeit für die Diagnose von LCA bei Kindern derselben Eltern liegt bei jeweils 25 %. Mehr als 10 % aller angeborenen Fälle von Blindheit können auf die Lebersche Amaurose zurückgeführt werden. Die Kombination von Leberscher Kongenitaler Amaurose mit einer Neuritis nervi optici wird als Harding’s Krankheit bezeichnet. Die Prognose ist ausgesprochen schlecht.

## Schlafstörungen bei Vollblinden
Bei Vollblinden kommt es häufig zu zirkadianen Schlaf-Wach-Rhythmusstörungen vom Typ freilaufender Rhythmus und anderen Schlaf-Wach-Rhythmusstörungen, da der zum Synchronisieren der im Volksmund „innere Uhr“ genannten circadianen Rhythmik erforderliche Zeitgeber Hell-Dunkel-Wechsel ausfällt.

## Geschichte
Die Amaurose wurde in der Antike als Folge einer Wasseransammlung im Gehirn angesehen, weshalb im Corpus Hippocraticum die Therapie durch Entleerung dieses Ergusses durch Trepanation vorgeschlagen wird. Eine genauere Unterscheidung der Amaurose von der Amblyopie ermöglichte Mitte des 19. Jahrhunderts die Einführung des Augenspiegels.